# Závada (okres Veľký Krtíš)
Závada je obec na Slovensku, v okrese Veľký Krtíš v Banskobystrickém kraji. Žije zde 440 obyvatel.

## Poloha
Obec se nachází asi 20 km severovýchodně od Velkého Krtíše v údolí Pravického potoka na styku Krupinské planiny a Ipeľské kotliny. Nadmořská výška území obce se pohybuje v rozmezí 210 až 388 m, střed obce je v 220 m n. m. Území je pahorkovité s plochými hřbety rozčleněnými údolími a tvořenými andezitickými tufy. V severovýchodní části je dubový lesní porost.

## Historie
První písemná zmínka o obci se uvádí do roku 1393, kdy je jmenována jako Zaoud (či Zawod). Podle pramene je prvním písemným dokumentem listina z roku 1446, kde je uváděna jako  Wyfalw alionomine Zawoda, což znamená, že jde o nově založenou osadu, pravděpodobně na Valašském právu. 
Do 18. století obec patřila pod panství Divínské a pak částečně i pod panství Modrokamenské.
V roce 1828 zde bylo 34 domů a 454 obyvatel. Před rokem 1848 byl na Pravickém potoce panský mlýn. Na začátku 20. století zde byli největšími statkáři Zichyovci a Viktor Geltperger.
Hlavní obživou bylo málo výnosné zemědělství a chov dobytka.
Hospodářský rozvoj začal až koncem 19. století a po vzniku ČSR v důsledku pozemkové reformy. V letech 1934–1936 byla postavena silniční síť mezi Zvolenem, Lučencem, Modrým Kamenem a Levicemi. Obec se zapojila do Slovenského národního povstání, byla osvobozena 14. ledna 1944. V roce 1959 bylo založení JRD Pokrok, fungovalo do roku 1989, které bylo zaměřené na chov dobytka, prasat, pěstování zemědělských plodin, ovocnářství a vinohradnictví.
Elektrifikace obce byla dokončena až v roce 1960.

## Památky
- Evangelický klasicistní kostel z roku 1882. V interiéru je renesanční oltář z roku 1659 s obrazem Zmrtvýchvstání a Poslední večeře Páně.
- Památník Slovenského národního povstání.
- Pamětní tabule na budově pošty obětem druhé světové války.

## Galerie

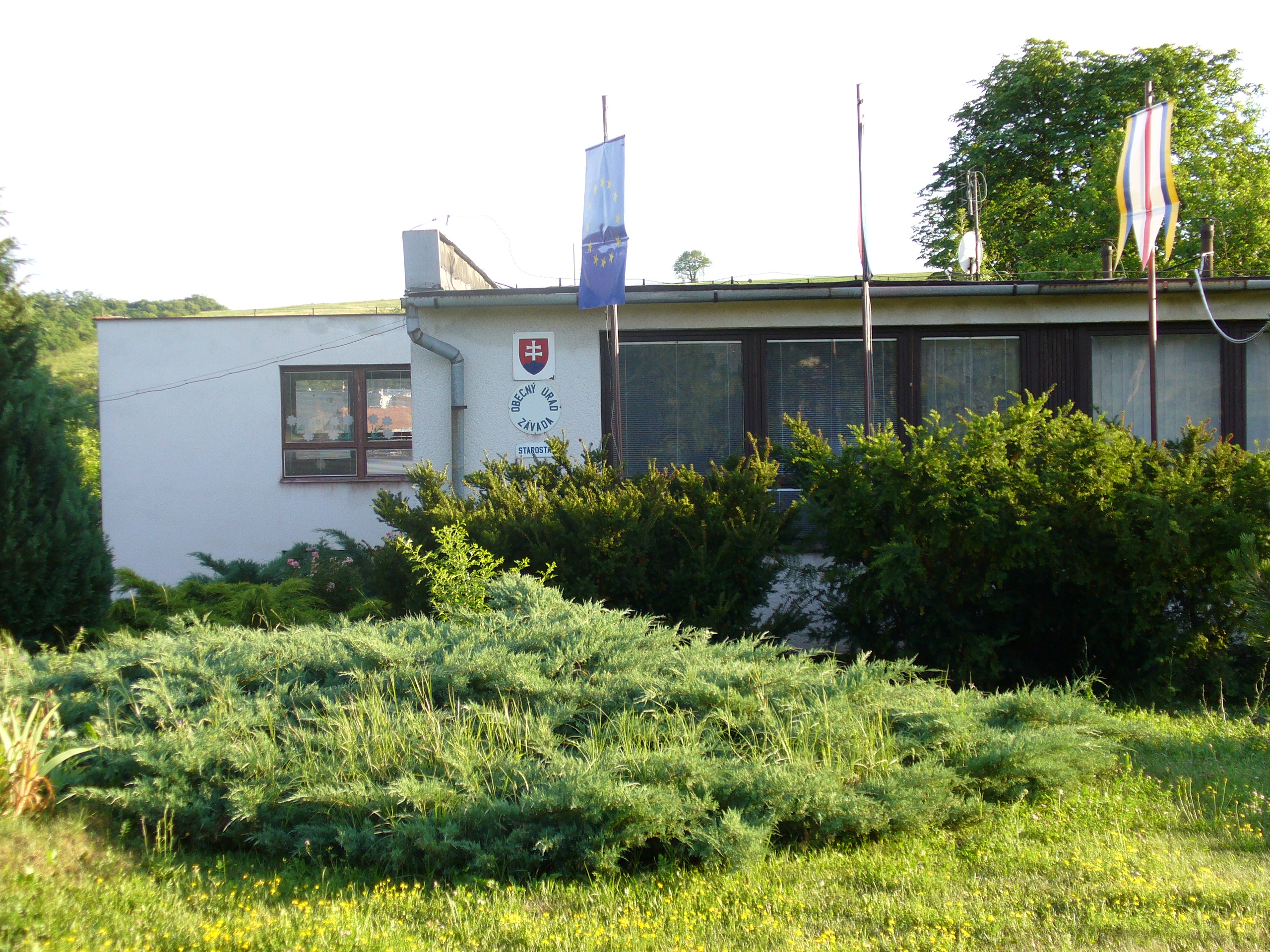
Budova ZŠ MŠ OÚ
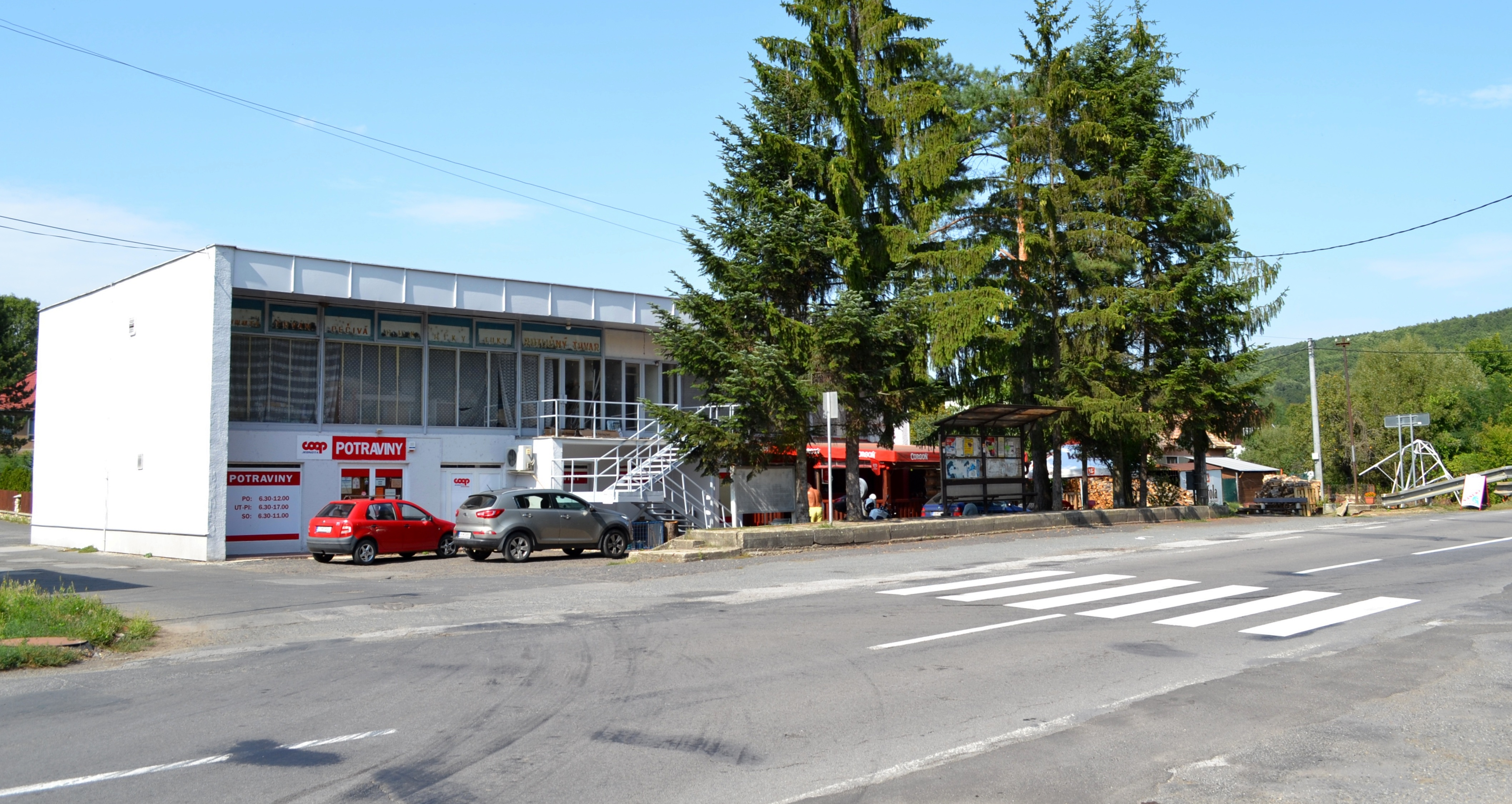
Závada
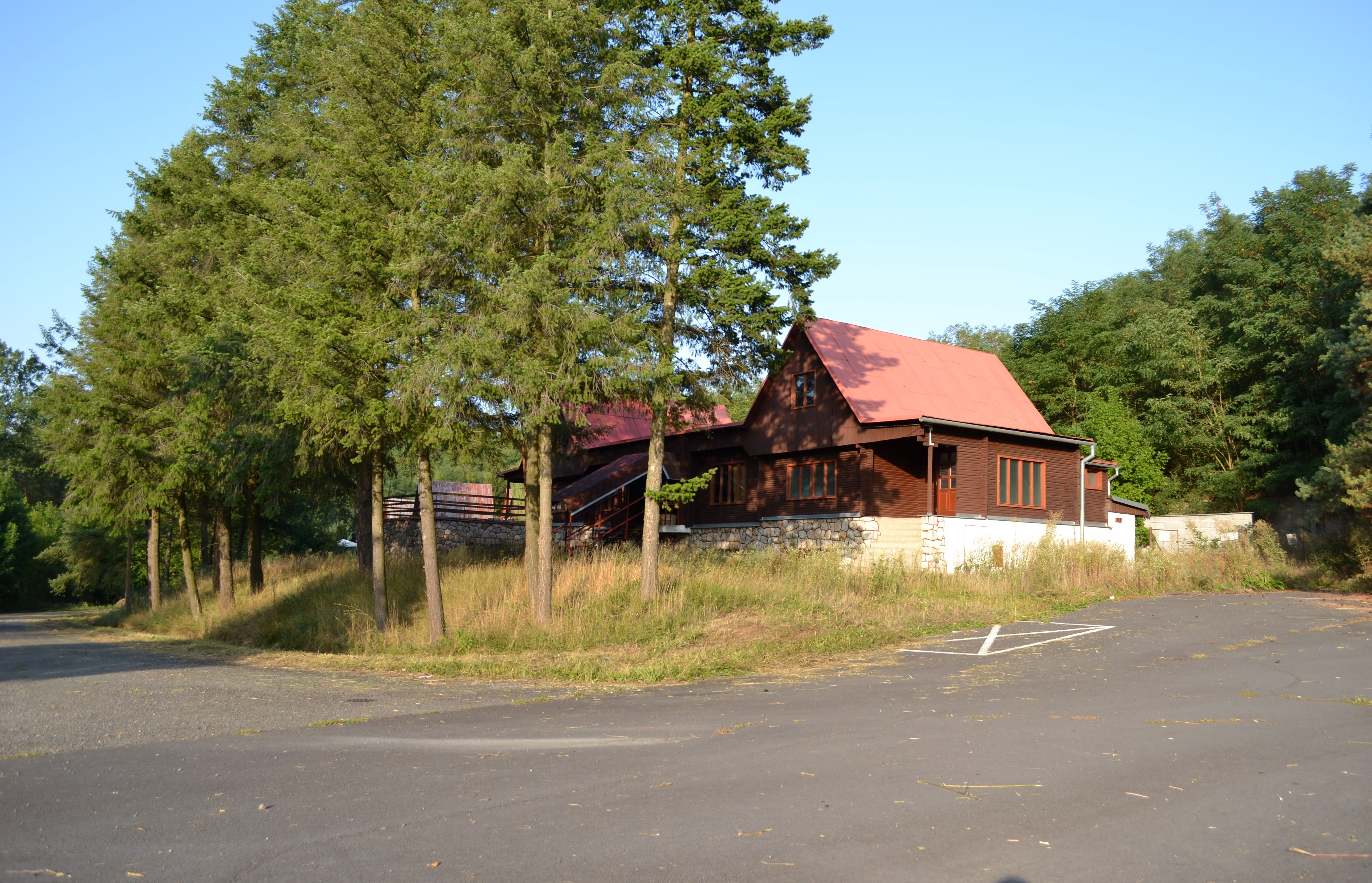
Závada - Motorest Závada